# ارنست پرون

ارنست پرون

ارنست پرون (به فرانسوی: Ernest Perron) (زادهٔ ۲۹ ژوئن ۱۹۰۸ – درگذشتهٔ ۱۹۶۱) یکی از دوستان محمدرضا پهلوی و اهل سوئیس بود. 

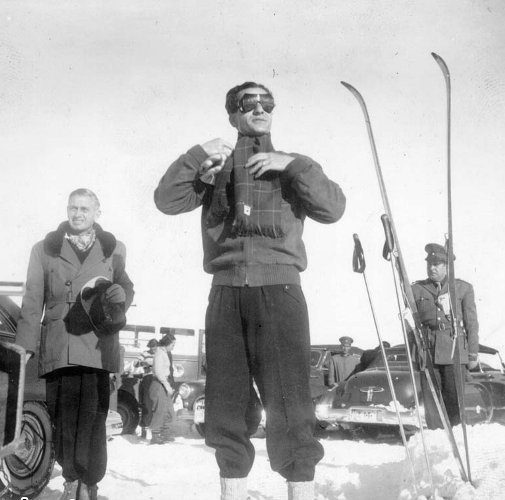
ارنست پرون (چپ) به همراه محمدرضا پهلوی (وسط) قبل از سال ۱۳۴۰.

پرون در دبیرستان له‌روزه سوئیس با محمدرضا پهلوی آشنا شد. هنگامی که محمدرضا به ایران بازگشت، پرون را نیز با خود به ایران آورد و او را به عنوان منشی خصوصی خود منصوب کرد. پرون با رضاشاه رابطهٔ خوبی نداشت و ملکه فوزیه نیز او را دشمن خود می‌دانست. او چه در زمان ولیعهدی و چه در دوران پادشاهی محمدرضا پهلوی، انجام برخی مأموریت‌های شخصی و غیررسمی را برعهده داشته‌است.

## آغاز دوستی
پرون بنا بر روایتی، فرزند باغبان یا سرایدار دبیرستان له‌روزه سوئیس در دوران تحصیل شاه در این مدرسه بوده‌است. ارنست در دبیرستانی که پدرش فراش آن بود، تحصیل نمی‌کرد. او فقط در برخی کارها به پدر خود کمک می‌نمود. 
او جوانی کوچک اندام و لاغر بود که اغلب از سوی دانش‌آموزان مورد آزار قرار می‌گرفته و تحقیر می‌شد. دوستی شاه با پرون از حمایت شاه از او در برابر یکی از همین آزار رسانی‌ها شروع شد و تا پایان عمر پرون در سال ۱۳۴۰ به مدت حدود بیست و پنج سال ادامه یافت. دربارهٔ پرون اطلاعات دست اول زیادی در دست نیست.

## پرون در دربار رضا شاه
برخی از منابع مدعی هستند که رضاشاه و ملکه فوزیه از پرون نفرت خاصی داشته‌اند. در این نکته اتفاق نظر وجود دارد که پرون در طول مدت حضور در دربار، از روابط با شاه برای توصیه‌هایی استفاده برده‌است. یکی از این استفاده‌ها، تشویق محمدرضای ولیعهد به تغییر نظر رضاشاه در مورد محل تبعید مصدق بوده‌است. در اوایل تابستان سال ۱۳۱۹،  محمد مصدق، وزیر دربار و نماینده پیشین مجلس شورای ملی، به دستور رضاشاه دستگیر و از تهران به زندان در بیرجند منتقل شد، بسیاری از افراد (از جمله اشرف پهلوی و ملکه فوزیه) واسطه شدند تا با میانجیگری مصدق را رها کنند؛ ولی همه ناکام ماندند. در این میان پرون که هم‌زمان در بیمارستانی تحت مدیریت پسر مصدق، در حال درمان بود، موفق شد محمدرضا را متقاعد کند تا راساً نسبت به انتقال مصدق و تحت نظر گرفتنش در یک محل امن (ملک شخصی مصدق در احمدآباد) دستوری برخلاف دستور پدر پادشاهش صادر کند.

## پرون و محمدرضا شاه پهلوی
ثریا اسفندیاری بختیاری همسر دوم شاه، چنین تصویری از سال‌های آخر اقامت پرون در دربار و کاخ شاه ارائه می‌دهد: «ارنست پرون زشت و نامطبوع است. چشمهایش نفرت‌انگیز است… همجنس باز است… مزدور است… نادرست… ماکیاول صفت… شیطان صفت… رمال… غیبگو…» ثریا در این کتاب عنوان نمود که پرون و شاه هر روز صبح یکدیگر را در اتاق شاه ملاقات می‌کنند و پرون در این ملاقات‌ها به دسیسه چینی علیه دشمنانش می‌پردازد.
منوچهر فرمانفرمائیان، دوستی شاه و پرون را سطحی می‌دانست. او معتقد بود که شاه هیچگاه دوستان صمیمی نداشته و فاصله خود را با پرون نیز حفظ می‌کرده‌است.
حسین فردوست ماهیت ارتباط پرون با شاه را رابطه جنسی نمی‌دانست. وی دلیل حضور پرون را در اتاق محمدرضا، خواندن رمان برای محمدرضا توسط پرون بیان کرده‌است. فردوست می‌نویسد بعدها زمانی که به دستور شاپور ریپورتر برای انجام مأموریتی به انگلیس اعزام شد که ریپورتر پیشنهاد کرده بود، در لندن به آرشیو سازمان اطلاعات انگلیس برده شد و در آنجا عکسها و فیلم هائی از محمدرضا و رضا شاه به او نمایش داده شد که در آن فیلم‌ها مشخص بود هیچ‌کدام از این افراد نمی‌دانند که از آنان فیلم یا عکس گرفته می‌شود.
فردوست در بخش دیگری از کتاب نتیجه می‌گیرد، مطمئناً سازمان اطلاعات انگلیس با علم به اینکه محمدرضا در مدرسه له روزه ثبت نام خواهد کرد، مدت زمان کوتاهی قبل از حضور محمدرضا در این مدرسه ارنست پرون را به عنوان جاسوس و در لباس خدمتکار برای کنترل و دوستی با محمدرضا گماشته بود. در واقع این سازمانهای اطلاعاتی حتی پیش از زمانی که افراد پست یا سمتی را در یک کشور به دست آورند تحت مراقبت‌های آنان قرار دارند و کنترل می‌شوند. علی‌رغم اینکه حسین فردوست چند نمونه از اقدامات پرون را برای معرفی او به عنوان جاسوس نام می‌برد اما چون او در کتاب خود تقریباً اکثر رجال پهلوی را به جاسوسی متهم می‌کند نمی‌توان در این خصوص یک نظر قطعی و قاطع داد. در عین حال فردوست لحن صحبت و نحوه رفتار پرون را با شاه، درخور مقام شاه نمی‌دانست.
اما در کتاب نگاهی به شاه نوشته عباس میلانی براساس اسناد سفارت انگلیس و خاطرات سر دنیس رایت آمده که در زمان صدارت زاهدی پرون سعی در ارتباط با انگلیس راجع به مساله ی نفت داشته و مدعی حامل پیامی از شاه برای سفارت انگلیس به این مضمون  که ایشان مسائل نفت را بدون اطلاع نخست وزیر و هیئت دولت با شاه در میان بگذارند و در ضمن بدگوئی هایی نیز از زاهدی میکند.رایت این موضوع را با یکی از معتمدان زاهدی در میان میگذارد و زاهدی نیز به شاه شکایت میکند ولی شاه منکر ارسال پیام توسط پرون شده و برای تایید بیگناهی خویش پرون را از خود میراند و تا باقی عمر حاضر به دیدار با او نمیشود و پرون پس از مدتی بیماری تک و تنها در سوييس فوت میکند.پرون با توجه به رابطه خوبی که با شمس خواهر بزرگتر شاه داشته تا آخر عمر، تحت حمایت او قرار میگیرد

## وظایف پرون در دربار
پرون هیچگاه مسئولیت رسمی در دربار نداشت. یکی از وظایف پرون، انجام ماموریت‌های خصوصی برای شاه بوده‌است. پرون در طلاق شاه و ملکه فوزیه نیز نقش اساسی داشته‌است. اشرف پهلوی در خاطرات خود، به نقش پرون در برهم زدن رابطه وی با هوشنگ تیمورتاش به دستور برادرش اشاره کرده‌است. نمونه‌های دیگری از چنین نقشی را منوچهر فرمانفرمائیان در کتاب خون و نفت تشریح کرده. او نیز یکی از وظایف پرون را انجام چنین ماموریتهای خصوصی‌ای دانسته‌است.
فرمانفرمائیان همچنین گزارش کرده که پرون در طول دوره ملی شدن صنعت نفت ایران، اطلاعاتی را در این خصوص از دست‌اندرکاران این امر جمع‌آوری می‌کرده‌است. گاهی پرون جهت شرکت در لژهای فراماسونری به خارج از کشور نیز اعزام می‌شده‌است.

## مرگ پرون
پرون در سال ۱۳۴۰ در کشورش سوئیس و دور از ایران، درگذشت. او که کلیه هایش عفونت کرده بود برای معالجه به سوئیس رفت و همان‌جا درگذشت. امروزه عملاً از میان دیگر کسانی که ممکن است به جنبه‌های دیگر زندگی ارنست پرون واقف باشند، کسی زنده نمانده‌است. شاه در هیچ‌یک از کتاب‌های خاطراتش، نامی از پرون نبرده‌است. تنها در کتاب ذهن یک پادشاه (The mind of a monarch) که مصاحبه خبرنگاری به نام کارانجیا با وی است از او به عنوان منشی خصوصی رضاشاه و حامل سوغات خاک ایران برای وی در تبعید نام می‌برد. (The mind of a monarch, 1977, London, R.K. karanjia)